# Sorex lyelli
Sorex lyelli — вид роду мідиць (Sorex) родини мідицевих.

## Морфологія
S. lyelli 8.9–10 см завдовжки, важить 4–5 грамів.

## Поширення
Ендемік невеликої області в Сьєрра-Невада, Каліфорнія, США на висотах 2,100-3,630 метрів. S. lyelli, як правило, можна знайти в субальпійських прибережних районах поблизу швидкохідних потоків.

## Звички
S. lyelli є активними ненажерливими мисливцями, які харчуються в основному комахами та іншими дрібними безхребетними (хробаки, молюски, багатоніжки). Вони активні протягом усього року. Хоча активні в будь-який час протягом дня і ночі, вони найбільш активні в ранкові та вечірні години.

## Загрози та охорона
Немає великих загроз для цього виду, в основному через віддаленість проживання і відсутність комерційної цінності. Цей вид зустрічається в англ. Yosemite National Park.